# Sasak
Sasak är ett malajo-polynesiskt språk i den austronesiska språkfamiljen som talas av omkring 2,1 miljoner människor, främst på ön Lombok i Indonesien. Sasak skrivs med både balinesiska tecken och latinska alfabetet. Numera används dock främst det latinska alfabetet.
Språket anses vara livskraftigt och dess närmaste släktspråk är balinesiska och sumbawa. Sasak delas i fem olika huvuddialekter..

## Fonologi

### Konsonanter
|             | Labial | Alveolar | Postalveolar | Palatal | Velar  | Glottal |
| ----------- | ------ | -------- | ------------ | ------- | ------ | ------- |
| Nasal       | m      | n        |              | ɲ       | ŋ      |         |
| Klusil      | p \| b | t \| d   |              |         | k \| g | ʔ       |
| Affrikat    |        | ts       | ʧ \| ʤ       |         |        |         |
| Frikativ    | f \| v | s \| z   |              |         | x      | h       |
| Tremulant   |        |          |              |         |        |         |
| Approximant |        |          |              |         |        |         |

Fonemen [k] kan också realiseras som [q].
Källa:

### Vokaler
|            | Främre | Central | Bakre |
| ---------- | ------ | ------- | ----- |
| Sluten     | i      |         | u     |
| Halvsluten | e      | ə       | o     |
| Halvöppen  | ɛ      | ə       | ɔ     |
| Öppen      |        | a       |       |

Källa: